# 弗鲁维尔新城
弗鲁维尔新城（法語：Villeneuve-Frouville，法語發音：[vilnœv fʁuvil]）是法国卢瓦-谢尔省的一个市镇，属于布卢瓦区。

## 地理
弗鲁维尔新城（47°47'12"N, 1°18'32"E）面积4.36 平方千米，位于法国中央-卢瓦尔河谷大区卢瓦-谢尔省，该省份为法国中北部省份，北起厄尔-卢瓦省，东北接卢瓦雷省，东南接谢尔省，南至安德尔省，西南接安德尔-卢瓦尔省，西北接萨尔特省。
与弗鲁维尔新城接壤的市镇（或旧市镇、城区）包括：布瓦索、新乌克。

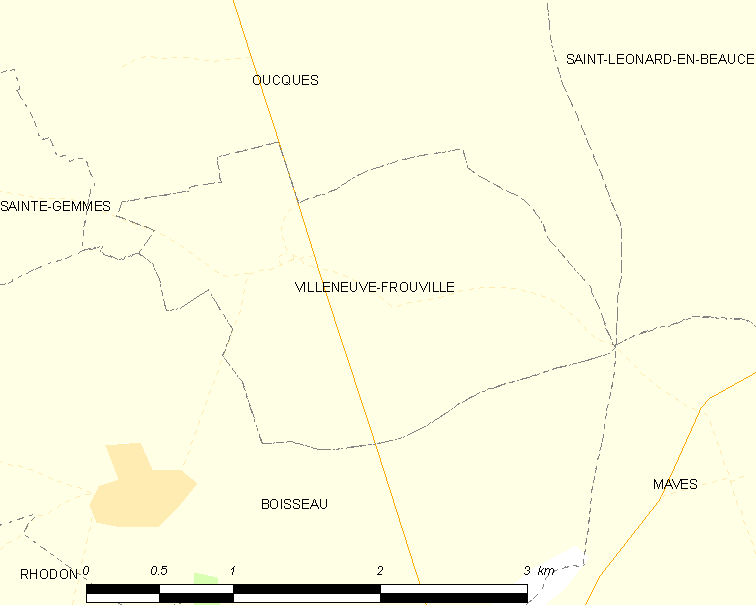
弗鲁维尔新城的OSM定位图

弗鲁维尔新城的时区为UTC+01:00、UTC+02:00（夏令时）。

## 行政
弗鲁维尔新城的邮政编码为41290，INSEE市镇编码为41284。

## 政治
弗鲁维尔新城所属的省级选区为拉博斯县。

## 人口

1962-2008年间弗鲁维尔新城人口变化图示

弗鲁维尔新城于2022年1月1日时的人口数量为65人。